# Sport- und Schwimmverein Jahn 2000 Regensburg 2010-2011
Questa voce raccoglie le informazioni riguardanti lo Sport- und Schwimmverein Jahn 2000 Regensburg nelle competizioni ufficiali della stagione 2010-2011.

## Stagione
Nella stagione 2010-2011 il Jahn Regensburg, allenato da Markus Weinzierl, concluse il campionato di 3. Liga all'8º posto. In Coppa di Germania il Jahn Regensburg fu eliminato al primo turno dall'Arminia Bielefeld.

## Rosa
| N. |                                 | Ruolo | Calciatore            |
| -- | ------------------------------- | ----- | --------------------- |
| 1  | Germania (bandiera)             | P     | Michael Hofmann       |
| 2  | Germania (bandiera)             | D     | Stefan Binder         |
| 4  | Germania (bandiera)             | D     | Florian Hörnig        |
| 5  | Bosnia ed Erzegovina (bandiera) | D     | Mersad Selimbegović   |
| 6  | Germania (bandiera)             | D     | André Laurito         |
| 7  | Germania (bandiera)             | A     | Tobias Schweinsteiger |
| 8  | Germania (bandiera)             | C     | Tobias Schlauderer    |
| 9  | Rep. Ceca (bandiera)            | A     | Petr Stoilov          |
| 10 | Germania (bandiera)             | C     | Marco Haller          |
| 11 | Turchia (bandiera)              | C     | Mahmut Temür          |
| 12 | Turchia (bandiera)              | C     | Selçuk Alibaz         |
| 14 | Germania (bandiera)             | C     | Stefan Jarosch        |
| 15 | Ghana (bandiera)                | C     | Bashiru Gambo         |
| 16 | Germania (bandiera)             | C     | Andreas Schäffer      |
| 17 | Germania (bandiera)             | D     | Oliver Hein           |
| 18 | Germania (bandiera)             | D     | Alexander Maul        |

| N. |                        | Ruolo | Calciatore           |
| -- | ---------------------- | ----- | -------------------- |
| 19 | Germania (bandiera)    | A     | Michael Klauß        |
| 21 | Germania (bandiera)    | C     | Tobias Zellner       |
| 22 | Argentina (bandiera)   | A     | Andrès Formento      |
| 23 | Germania (bandiera)    | C     | Martin Zurawsky      |
| 24 | Germania (bandiera)    | D     | Tim Erfen            |
| 25 | Germania (bandiera)    | A     | Christoph Hegenbart  |
| 26 | Germania (bandiera)    | C     | Alexander Buch       |
| 28 | Germania (bandiera)    | D     | Sebastian Nachreiner |
| 32 | Kosovo (bandiera)      | A     | Ismail Morina        |
| 33 | Germania (bandiera)    | P     | Patrick Wiegers      |
| 35 | Ungheria (bandiera)    | D     | László Szűcs         |
| 36 | Germania (bandiera)    | A     | Jürgen Schmid        |
| 38 | Germania (bandiera)    | D     | Philipp Ziereis      |
|    | Stati Uniti (bandiera) | P     | Kenneth Kronholm     |
|    | Germania (bandiera)    | D     | Cihan Kaptan         |
|    | Germania (bandiera)    | A     | Tobias Wiesner       |

## Organigramma societario
Area tecnica
- Allenatore: Michael Köllner, Markus Weinzierl
- Allenatore in seconda: Wolfgang Beller
- Preparatore dei portieri: Gerald Huber
- Preparatori atletici: Thomas Barth

## Calciomercato

### Sessione estiva
| Acquisti | Acquisti              | Acquisti              | Acquisti |
| R.       | Nome                  | da                    | Modalità |
| -------- | --------------------- | --------------------- | -------- |
| A        | Michael Klauß         | Stoccarda II          |          |
| C        | Alexander Buch        | Ingolstadt 04         |          |
| A        | Andrès Formento       | Wuppertal             |          |
| A        | Christoph Hegenbart   | Freier TuS Regensburg |          |
| P        | Michael Hofmann       | Monaco 1860           |          |
| D        | André Laurito         | Eintracht Bamberga    |          |
| D        | Sebastian Nachreiner  | FC Dingolfing         |          |
| A        | Tobias Schweinsteiger | Unterhaching          |          |
| D        | László Szűcs          | Jahn Ratisbona U19    |          |
| C        | Mahmut Temür          | Colonia II            |          |
| C        | Martin Zurawsky       | Jahn Ratisbona II     |          |

| Cessioni | Cessioni           | Cessioni              | Cessioni |
| R.       | Nome               | a                     | Modalità |
| -------- | ------------------ | --------------------- | -------- |
| C        | David Romminger    | Freier TuS Regensburg |          |
| P        | Bastian Becker     | Kaiserslautern II     |          |
| C        | Denis Berger       | Kickers Offenbach     |          |
| D        | Marcel Hagmann     | Ingolstadt 04 II      |          |
| A        | Marcel Reichwein   | Rot-Weiß Erfurt       |          |
| P        | Rouven Sattelmaier | Bayern Monaco         |          |
| A        | Dominik Schmid     | Jahn Ratisbona II     |          |
| A        | Anton Šynder       | Tavrija               |          |
| A        | Patrick Würll      | BC Aichach            |          |

### Sessione invernale
| Acquisti | Acquisti         | Acquisti         | Acquisti |
| R.       | Nome             | da               | Modalità |
| -------- | ---------------- | ---------------- | -------- |
| P        | Kenneth Kronholm | Waldhof Mannheim |          |
| A        | Tobias Wiesner   | Weiden           |          |
| A        | Ismail Morina    | Weiden           |          |
| C        | Selçuk Alibaz    | Paderborn II     |          |

| Cessioni | Cessioni | Cessioni | Cessioni |
| R.       | Nome     | a        | Modalità |
| -------- | -------- | -------- | -------- |

## Risultati

### 3. Liga

#### Girone di andata
| Arbitro: | Nowak |

|  |           |           |
|  | Marcatori | 35’ Temür |

| Arbitro: | Blos |

|                                              |           |  |
| Zellner 6’ (rig.) Schlauderer 31’ Haller 48’ | Marcatori |  |

| Arbitro: | Dankert |

|  |           |                 |
|  | Marcatori | 14’ (aut.) Paul |

| Arbitro: | Schmidt |

|                            |           |  |
| Zellner 3’ (rig.) Buch 81’ | Marcatori |  |

| Arbitro: | Osmers |

|                               |           |              |
| Haas 79’ (rig.) Rathgeber 90’ | Marcatori | 90’ Formento |

| Arbitro: | Thomsen |

|  |           |                                    |
|  | Marcatori | 28’ Kruppke 49’ Vrančić 69’ Fetsch |

| Arbitro: | Steinberg |

|             |           |                              |
| Reimann 64’ | Marcatori | 26’ Schweinsteiger 40’ Temür |

| Arbitro: | Dittrich |

|                                       |           |                 |
| Schweinsteiger 43’ Opoku-Karikari 77’ | Marcatori | 66’ Schnatterer |

| Arbitro: | Gagelmann |

|             |           |            |
| Esswein 82’ | Marcatori | 50’ Haller |

| Arbitro: | Glasmacher |

|                               |           |                         |
| Schweinsteiger 65’ Haller 83’ | Marcatori | 6’ Zimmermann 37’ Fuchs |

| Arbitro: | Seemann |

|                      |           |                               |
| Dorn 34’ Fischer 36’ | Marcatori | 29’ Schweinsteiger 89’ Haller |

| Ratisbona 16 ottobre 2010, ore 14:00 CEST 12ª giornata | Jahn Ratisbona | 0 – 0 referto | Bayern Monaco II | Jahnstadion (3 628 spett.)\| Arbitro: \| Unger \| |
| Arbitro:                                               | Unger          |               |                  |                                                   |

| Arbitro: | Alt |

|                      |           |  |
| Sailer 1’ Janjić 40’ | Marcatori |  |

| Arbitro: | Welz |

|             |           |                   |
| Jarosch 78’ | Marcatori | 9’, 42’ Benyamina |

| Arbitro: | Dingert |

|             |           |                        |
| Stoilov 60’ | Marcatori | 48’ Piossek 81’ Taylor |

| Arbitro: | Stieler |

|                         |           |                                   |
| Haas 18’ Lechleiter 72’ | Marcatori | 25’, 90’ Schweinsteiger 64’ Erfen |

| Ratisbona 20 novembre 2010, ore 14:00 CET 17ª giornata | Jahn Ratisbona | 0 – 0 referto | Rot-Weiß Erfurt | Jahnstadion (2 728 spett.)\| Arbitro: \| Nowak \| |
| Arbitro:                                               | Nowak          |               |                 |                                                   |

| Arbitro: | Blos |

|                                                              |           |  |
| von Walsleben-Schied 6’, 11’ Ziegenbein 53’, 75’ Jänicke 64’ | Marcatori |  |

| Arbitro: | Siebert |

|  |           |                       |
|  | Marcatori | 20’ Bender 43’ Hornig |

#### Girone di ritorno
| Arbitro: | Sönder |

|  |           |                               |
|  | Marcatori | 13’ Testroet 80’ (rig.) Kroos |

| Unterhaching 22 gennaio 2011, ore 14:20 CET 20ª giornata | Unterhaching | 0 – 0 referto | Jahn Ratisbona | Generali Sportpark (1 750 spett.)\| Arbitro: \| Benedum \| |
| Arbitro:                                                 | Benedum      |               |                |                                                            |

| Arbitro: | Siebert |

|                    |           |            |
| Schweinsteiger 67’ | Marcatori | 88’ Herrem |

| Arbitro: | Petersen |

|  |           |                    |
|  | Marcatori | 50’ Schweinsteiger |

| Arbitro: | Steinberg |

|  |           |                           |
|  | Marcatori | 28’ Vunguidica 36’ Occéan |

| Arbitro: | Kunzmann |

|                       |           |  |
| Reichel 57’ Doğan 77’ | Marcatori |  |

| Ratisbona 26 marzo 2011, ore 14:00 CET 26ª giornata | Jahn Ratisbona | 0 – 0 referto | Carl Zeiss Jena | Jahnstadion (3 086 spett.)\| Arbitro: \| Steinberg \| |
| Arbitro:                                            | Steinberg      |               |                 |                                                       |

| Arbitro: | Benedum |

|  |           |            |
|  | Marcatori | 15’ Hörnig |

| Arbitro: | Thomsen |

|  |           |                    |
|  | Marcatori | 51’ (rig.) Schahin |

| Saarbrücken 19 marzo 2011, ore 14:00 CET 29ª giornata | Saarbrücken | 0 – 0 referto | Jahn Ratisbona | Ludwigsparkstadion (4 123 spett.)\| Arbitro: \| Sönder \| |
| Arbitro:                                              | Sönder      |               |                |                                                           |

| Ratisbona 2 aprile 2011, ore 14:00 CEST 30ª giornata | Jahn Ratisbona | 0 – 0 referto | Sandhausen | Jahnstadion (4 523 spett.)\| Arbitro: \| Alt \| |
| Arbitro:                                             | Alt            |               |            |                                                 |

| Arbitro: | Nowak |

|  |           |                              |
|  | Marcatori | 10’ Schweinsteiger 69’ Klauß |

| Ratisbona 9 aprile 2011, ore 14:00 CEST 32ª giornata | Jahn Ratisbona | 0 – 0 referto | Wehen Wiesbaden | Jahnstadion (2 357 spett.)\| Arbitro: \| Blos \| |
| Arbitro:                                             | Blos           |               |                 |                                                  |

| Arbitro: | Aarnink |

|                |           |                              |
| Holzhauser 11’ | Marcatori | 27’ (aut.) Röcker 57’ Alibaz |

| Arbitro: | Dankert |

|                      |           |  |
| Hille 45’ Taylor 54’ | Marcatori |  |

| Arbitro: | Benedum |

|             |           |               |
| Laurito 14’ | Marcatori | 9’ Lechleiter |

| Arbitro: | Meyer |

|  |           |              |
|  | Marcatori | 87’ Formento |

| Arbitro: | Petersen |

|                            |           |                        |
| Haller 57’ (rig.) Hein 64’ | Marcatori | 40’ Schyrba 88’ Pelzer |

| Arbitro: | Seidel |

|  |           |                              |
|  | Marcatori | 32’ (rig.) Haller 56’ Schmid |

### Coppa di Germania
| Arbitro: | Kampka |

|                                                  |                      |                                           |
| Bollmann 60’ (aut.)                              | Marcatori            | 31’ Abelski                               |
| Jarosch Formento Haller Zellner Schlauderer Buch | Tiri di rigore 5 – 6 | Kerr Bölstler Bollmann Kauf Guela Schuler |

## Statistiche

### Statistiche di squadra
| Competizione      | Punti | In casa | In casa | In casa | In casa | In casa | In casa | In trasferta | In trasferta | In trasferta | In trasferta | In trasferta | In trasferta | Totale | Totale | Totale | Totale | Totale | Totale | DR |
| Competizione      | Punti | G       | V       | N       | P       | Gf      | Gs      | G            | V            | N            | P            | Gf           | Gs           | G      | V      | N      | P      | Gf     | Gs     | DR |
| ----------------- | ----- | ------- | ------- | ------- | ------- | ------- | ------- | ------------ | ------------ | ------------ | ------------ | ------------ | ------------ | ------ | ------ | ------ | ------ | ------ | ------ | -- |
| 3. Liga           | 52    | 19      | 3       | 9       | 7       | 15      | 21      | 19           | 10           | 4            | 5            | 20           | 20           | 38     | 13     | 13     | 12     | 35     | 41     | -6 |
| Coppa di Germania | -     | 1       | 0       | 1       | 0       | 1       | 1       | 0            | 0            | 0            | 0            | 0            | 0            | 1      | 0      | 1      | 0      | 1      | 1      | 0  |
| Totale            | 52    | 20      | 3       | 10      | 7       | 16      | 22      | 19           | 10           | 4            | 5            | 20           | 20           | 39     | 13     | 14     | 12     | 36     | 42     | -6 |

### Andamento in campionato
| Giornata  | 1 | 2 | 3 | 4 | 5 | 6 | 7 | 8 | 9 | 10 | 11 | 12 | 13 | 14 | 15 | 16 | 17 | 18 | 19 | 20 | 21 | 22 | 23 | 24 | 25 | 26 | 27 | 28 | 29 | 30 | 31 | 32 | 33 | 34 | 35 | 36 | 37 | 38 |
| --------- | - | - | - | - | - | - | - | - | - | -- | -- | -- | -- | -- | -- | -- | -- | -- | -- | -- | -- | -- | -- | -- | -- | -- | -- | -- | -- | -- | -- | -- | -- | -- | -- | -- | -- | -- |
| Luogo     | T | C | T | C | T | C | T | C | T | C  | T  | C  | T  | C  | C  | T  | C  | T  | C  | C  | T  | C  | T  | C  | T  | C  | T  | C  | T  | C  | T  | C  | T  | T  | C  | T  | C  | T  |
| Risultato | V | V | V | V | P | P | V | V | N | N  | N  | N  | P  | P  | P  | V  | N  | P  | P  | P  | N  | N  | V  | P  | P  | N  | V  | P  | N  | N  | V  | N  | V  | P  | N  | V  | N  | V  |
| Posizione | 7 | 2 | 3 | 2 | 2 | 5 | 5 | 3 | 4 | 4  | 5  | 5  | 5  | 6  | 8  | 6  | 6  | 8  | 9  | 9  | 10 | 10 | 10 | 10 | 11 | 11 | 10 | 10 | 11 | 11 | 11 | 11 | 10 | 12 | 11 | 10 | 10 | 8  |

Legenda:

Luogo: C = Casa; T = Trasferta. Risultato: V = Vittoria; N = Pareggio; P = Sconfitta.

### Statistiche dei giocatori
| Giocatore         | 3. Liga  | 3. Liga | 3. Liga     | 3. Liga    | Coppa di Germania | Coppa di Germania | Coppa di Germania | Coppa di Germania | Totale   | Totale | Totale      | Totale     |
| Giocatore         | Presenze | Reti    | Ammonizioni | Espulsioni | Presenze          | Reti              | Ammonizioni       | Espulsioni        | Presenze | Reti   | Ammonizioni | Espulsioni |
| ----------------- | -------- | ------- | ----------- | ---------- | ----------------- | ----------------- | ----------------- | ----------------- | -------- | ------ | ----------- | ---------- |
| S. Alibaz         | 12       | 1       | 0           | 0          | 0                 | 0                 | 0                 | 0                 | 12       | 1      | 0           | 0          |
| S. Binder         | 28       | 0       | 5           | 1          | 1                 | 0                 | 0                 | 0                 | 29       | 0      | 5           | 1          |
| A. Buch           | 14       | 1       | 0           | 0          | 1                 | 0                 | 0                 | 0                 | 15       | 1      | 0           | 0          |
| T. Erfen          | 27       | 1       | 3           | 1          | 0                 | 0                 | 0                 | 0                 | 27       | 1      | 3           | 1          |
| A. Formento       | 15       | 2       | 2           | 0          | 1                 | 0                 | 1                 | 0                 | 16       | 2      | 3           | 0          |
| B. Gambo          | 10       | 0       | 0           | 0          | 0                 | 0                 | 0                 | 0                 | 10       | 0      | 0           | 0          |
| M. Haller         | 32       | 6       | 3           | 1          | 1                 | 0                 | 0                 | 0                 | 33       | 6      | 3           | 1          |
| C. Hegenbart      | 4        | 0       | 0           | 0          | 0                 | 0                 | 0                 | 0                 | 4        | 0      | 0           | 0          |
| O. Hein           | 21       | 1       | 5           | 0          | 0                 | 0                 | 0                 | 0                 | 21       | 1      | 5           | 0          |
| M. Hofmann        | 38       | 0       | 1           | 0          | 1                 | 0                 | 0                 | 0                 | 39       | 0      | 1           | 0          |
| F. Hörnig         | 34       | 1       | 8           | 1          | 1                 | 0                 | 0                 | 0                 | 35       | 1      | 8           | 1          |
| S. Jarosch        | 30       | 1       | 6           | 1          | 1                 | 0                 | 1                 | 0                 | 31       | 1      | 7           | 1          |
| C. Kaptan         | 0        | 0       | 0           | 0          | 0                 | 0                 | 0                 | 0                 | 0        | 0      | 0           | 0          |
| M. Klauß          | 27       | 1       | 1           | 0          | 0                 | 0                 | 0                 | 0                 | 27       | 1      | 1           | 0          |
| K. Kronholm       | 0        | 0       | 0           | 0          | 0                 | 0                 | 0                 | 0                 | 0        | 0      | 0           | 0          |
| A. Laurito        | 17       | 1       | 2           | 0          | 0                 | 0                 | 0                 | 0                 | 17       | 1      | 2           | 0          |
| A. Maul           | 33       | 0       | 4           | 1          | 1                 | 0                 | 0                 | 0                 | 34       | 0      | 4           | 1          |
| I. Morina         | 2        | 0       | 0           | 0          | 0                 | 0                 | 0                 | 0                 | 2        | 0      | 0           | 0          |
| S. Nachreiner     | 22       | 0       | 0           | 0          | 0                 | 0                 | 0                 | 0                 | 22       | 0      | 0           | 0          |
| J. Opoku-Karikari | 6        | 1       | 0           | 0          | 0                 | 0                 | 0                 | 0                 | 6        | 1      | 0           | 0          |
| T. Schlauderer    | 11       | 1       | 3           | 0          | 1                 | 0                 | 0                 | 0                 | 12       | 1      | 3           | 0          |
| J. Schmid         | 17       | 1       | 3           | 0          | 1                 | 0                 | 0                 | 0                 | 18       | 1      | 3           | 0          |
| T. Schweinsteiger | 31       | 9       | 7           | 0          | 1                 | 0                 | 1                 | 0                 | 32       | 9      | 8           | 0          |
| A. Schäffer       | 2        | 0       | 0           | 0          | 0                 | 0                 | 0                 | 0                 | 2        | 0      | 0           | 0          |
| M. Selimbegović   | 9        | 0       | 1           | 1          | 0                 | 0                 | 0                 | 0                 | 9        | 0      | 1           | 1          |
| P. Stoilov        | 33       | 1       | 4           | 0          | 1                 | 0                 | 0                 | 0                 | 34       | 1      | 4           | 0          |
| L. Szűcs          | 1        | 0       | 0           | 0          | 0                 | 0                 | 0                 | 0                 | 1        | 0      | 0           | 0          |
| M. Temür          | 35       | 2       | 3           | 0          | 1                 | 0                 | 0                 | 0                 | 36       | 2      | 3           | 0          |
| P. Wiegers        | 0        | 0       | 0           | 0          | 0                 | 0                 | 0                 | 0                 | 0        | 0      | 0           | 0          |
| T. Wiesner        | 0        | 0       | 0           | 0          | 0                 | 0                 | 0                 | 0                 | 0        | 0      | 0           | 0          |
| T. Zellner        | 17       | 2       | 3           | 0          | 1                 | 0                 | 0                 | 0                 | 18       | 2      | 3           | 0          |
| P. Ziereis        | 0        | 0       | 0           | 0          | 0                 | 0                 | 0                 | 0                 | 0        | 0      | 0           | 0          |
| M. Zurawsky       | 2        | 0       | 0           | 0          | 0                 | 0                 | 0                 | 0                 | 2        | 0      | 0           | 0          |